# Salbertrand
Salbertrand is een gemeente in de Italiaanse provincie Turijn (regio Piëmont) en telt 522 inwoners (31-12-2004). De oppervlakte bedraagt 40,9 km², de bevolkingsdichtheid is 13 inwoners per km².

## Demografie
Salbertrand telt ongeveer 244 huishoudens. Het aantal inwoners steeg in de periode 1991-2001 met 5,7% volgens cijfers uit de tienjaarlijkse volkstellingen van ISTAT.
| Jaar | Inwoneraantal |
| ---- | ------------- |
| 1991 | 441           |
| 2001 | 466           |

## Geografie
De gemeente ligt op ongeveer 1032 m boven zeeniveau.
Salbertrand grenst aan de volgende gemeenten: Exilles, Oulx, Pragelato.